# Noir in Festival 2018
Le Noir in Festival 2018, 28e édition du festival, s'est déroulé du 3 au 9 décembre 2018.

## Déroulement et faits marquants
Le 8 décembre 2018, le palmarès est dévoilé, et le film Border (Gräns) de Ali Abbasi remporte le prix du meilleur film alors que Nicole Kidman reçoit la mention spéciale du jury pour son rôle dans Destroyer. Lorenzo Ferro et Chino Darín reçoivent le prix d'interprétation pour leurs rôles dans L'Ange,.

## Sélection

### En compétition officielle
- Border (Gräns) de Ali Abbasi  Suède
- L'Ombre d'Emily (A Simple Favor) de Paul Feig  États-Unis
- City of Lies de Brad Furman  Royaume-Uni  États-Unis
- Les Oiseaux de passage (Pájaros de verano) de Cristina Gallego et Ciro Guerra  Colombie  Mexique
- Destroyer de Karyn Kusama  Royaume-Uni
- Les Fauves de Vincent Mariette  France
- Black is Beltza de Fermin Muguruza  Espagne
- L'Ange (El Ángel) de Luis Ortega  Argentine

### Séances spéciales
- Piranhas (Piranha) de Joe Dante  États-Unis
- Explorers de Joe Dante  États-Unis
- Trapped (Ófærð) (épisodes 1 et 2) de Baltasar Kormákur  Islande
- Cardinal de Jeff Renfroe  Canada
- La Nuit des morts-vivants (The Night of the Living Dead) de George A. Romero  États-Unis
- To Live and Die in Ordos (警察日记, Jǐngchá rìjì) de Ning Ying  Chine

## Palmarès

### En compétition
- Prix du meilleur film : Border (Gräns) de Ali Abbasi.
- Mention spéciale du jury : Nicole Kidman pour son rôle dans Destroyer.
- Prix d'interprétation : Lorenzo Ferro et Chino Darín pour leurs rôles dans L'Ange.